# NWA殿堂
NWA殿堂（NWA Hall of Fame）は、プロレスプロモート連盟であるNWAが2005年に創設したプロレス殿堂である。

## 殿堂入り人物

### 2005年
- ルー・テーズ（レスラー）
- ハーリー・レイス（レスラー）
- サム・マソニック（プロモーター）
- ジム・バーネット（プロモーター）
- ゴードン・ソリー（コメンテーター）
- ジム・コルネット（マネージャー）

### 2006年
- ランス・ラッセル（コメンテーター）
- ドリー・ファンク・ジュニア（レスラー）
- ソウル・ワインゲロフ（マネージャー）
- エディ・グラハム（レスラー）
- レイラニ・カイ（レスラー）
- リッキー・モートン（レスラー）
- ロバート・ギブソン（レスラー）

### 2008年
- トミー・リッチ（レスラー）
- アイアン・シーク（レスラー）
- デニス・コンドリー（レスラー）
- ボビー・イートン（レスラー）
- Jean Corsica（レスラー）
- Joe Corsica（レスラー）
- ニキタ・コロフ（レスラー）
- リック・フレアー（レスラー）

### 2009年
- ポール・オーンドーフ（レスラー）
- Dennis Coralluzo（プロモーター）
- タリー・ブランチャード（レスラー）
- ミル・マスカラス（レスラー）
- テリー・ファンク（レスラー）
- ジェリー・ジャレット（プロモーター）
- ジン・キニスキー（レスラー）

### 2010年
- Ed Chuman（プロモーター）
- バディ・ロジャース（レスラー）
- ダニー・ホッジ（レスラー）
- ダン・スバーン（レスラー）
- 橋本真也（レスラー）
- ジャック・ブリスコ（レスラー）
- ニック・グラス（プロモーター）
- ザ・シーク（レスラー）
- ジン・アンダーソン（レスラー）
- ラーズ・アンダーソン（レスラー）
- オレイ・アンダーソン（レスラー）

### 2011年
- パット・オコーナー（レスラー）
- ダスティ・ローデス（レスラー）
- アンジェロ・サボルディ（レスラー）
- 力道山（レスラー）
- スー・グリーン（レスラー）
- フレッド・ブラッシー（レスラー）
- ワフー・マクダニエル（レスラー）
- ジョニー・バレンタイン（レスラー）
- アイリーン・イートン（プロモーター）
- イヴァン・ジン・ラベール（プロモーター）
- マイク・ラベール（プロモーター）
- ビル・アプター（ジャーナリスト）

### 2012年
- ポール・ボーシュ（プロモーター）
- ジョン・トロス（レスラー）
- リッキー・スティムボート（レスラー）
- ミスター・レスリング2号（レスラー）
- ファビュラス・ムーラ（レスラー）
- ジョイス・グレーブル（レスラー）
- ミスティー・ブルー・シムズ（レスラー）
- ロード・ウォリアー・アニマル（レスラー）
- ロード・ウォリアー・ホーク（レスラー）
- リトル・ビーバー（レスラー）
- スプートニク・モンロー（レスラー）
- セオドア・ロング（レフェリー）

### 2013年
- ドリー・ファンク・シニア（レスラー）
- Salvador Lutteroth（プロモーター）
- レイ・スティーブンス（レスラー）
- ジャッキー・ファーゴ（レスラー）
- アーニー・ラッド（レスラー）
- ボボ・ブラジル（レスラー）
- アル・コステロ（レスラー）
- ロイ・ヘファーナン（レスラー）

### 2014年
- ポール "ピンキー" ジョーンズ（プロモーター）
- ジャイアント馬場（レスラー、プロモーター）
- オックス・ベーカー（レスラー）
- ケビン・サリバン（レスラー）
- J・J・ディロン（マネージャー）
- カウボーイ・ボブ・ケリー（レスラー）

### 2015年
- アダム・ピアース（レスラー）
- Ron Wright（レスラー）
- Don Wright（レスラー）
- Leroy McGuirk（プロモーター）
- Mike Sircy（プロモーター）

### 2016年
- ニック・ボックウィンクル（レスラー）
- ボリス・マレンコ（レスラー）
- Len Rossi（レスラー）
- ゲーリー・ハート（マネージャー）
- ジム・ロス（アナウンサー）

### 2017年
- ホセ・ロザリオ（レスラー）
- エベレット・マーシャル（レスラー）